# Frank Loesser
Frank Loesser Henry (/ˈlɛsər/; 29 de junho de 1910 - 28 de julho de 1969) foi compositor, libretista e letrista estadunidense, que alcançou grande sucesso escrevendo para musicais da Broadway, culminando com o vencedor do Prêmio Pulitzer de 1962 How to Succeed in Business Without Really Trying. A canção Baby It's Cold Outside ganhou o Oscar de 1950.